# 遊佐孝五
遊佐 孝五（ゆさ こうご、1922年8月30日 - 2004年7月9日）は、日本の酪農学者・農学者。専門は、農学・乳製品製造学。農学博士。元酪農学園大学学長。元学校法人酪農学園理事長。

## 経歴
北海道生まれ。1946年（昭和21年）北海道帝國大學農学部卒業し、同農学部助手を経て、1948年野幌機農高等学校教諭。1950年酪農学園短期大学講師。1960年酪農学園大学酪農学部助教授。1973年酪農学園大学5代学長に就任。1979年学校法人酪農学園初代副学園長に就任（～1985年）。1985年同学長退任。学校法人酪農学園3代学園長に就任。1991年酪農学園大学退職。同名誉教授。学校法人酪農学園6代理事長に就任。1999年同理事長退任。2004年、肺炎のため81歳で死去。
1961年北海道大学　農学博士。論文の題は「牛乳並にアイスクリーム中カゼイン粒子の形態と其変性に関する研究」。

## 受章・受賞
- 宇都宮賞（1984年）
- 北海道社会貢献賞（1987年）
- 勲三等旭日中綬章（1995年）

## 著書
- 『牛乳の理化学』（酪農学園短期大学酪農学校近代酪農部, 1973年）
- 『牛乳と乳製品(酪農講座)』（酪農学園短期大学酪農学校）